# 甲醇经济
甲醇经济（英語：methanol economy）是一种提议中未来的经济形式，使用甲醇来代替现在广泛使用的化石燃料来用作能量存储，地面交通燃料，以及合成碳氢化合物的原料及其产品。它与提议中的另外的氢经济和乙醇经济相互竞争。
在1990年，诺贝尔奖得主化学家乔治·安德鲁·欧拉（George A. Olah）开始提倡甲醇经济，在2006年，他与两位合著者G.K.苏耶·普拉卡西（G. K. Surya Prakash）和阿兰·戈佩特（Alain Goeppert）出版了关于这个主题的书。在这些出版物中，他们总结了化石燃料和可替代能源的状态，它们的可用性和局限性，然后提出了新的方法，就是所谓的甲醇经济。
甲醇是用于热机和燃料电池的燃料。由于其高辛烷值，可以直接使用的燃料的灵活燃料汽车（包括混合电动汽车和插电式混合动力汽车）使用现有的内燃机（ICE）。甲醇也可以被用作燃料电池中的燃料，无论是直接在直接甲醇燃料电池（DMFC）的或间接的（通过重整成氢气转换后）使用。
在正常条件下，甲醇是一种液体，使得它很容易被存储，运输和分配，就像汽油和柴油燃料那样。它也可以容易地通过脱水转化成二甲醚，这是十六烷值为55的柴油替代燃料。
在今天，甲醇作为原料已经进行了大规模的应用（每年约3700万吨），生产各种化学产品和材料。此外，它可以很容易地用甲醇-烯烃（MTO）的工艺转换成乙烯和丙烯，它还可以用于生产目前仍然从石油和天然气获得的合成烃类和它们的产品。
甲醇生产的原料来源十分广泛，包括仍然充沛的化石燃料（例如天然气，煤，油页岩，油砂等），以及农产品和城市废物垃圾，木材，和各种生物质。更重要的是，它还可以利用被化工回收的二氧化碳来生产，国际碳回收公司（Carbon Recycling International，CRI）已经在其首个商业规模的工厂中证明了这点。初期的主要来源将是在燃烧化石燃料的发电厂丰富的含有CO2的烟道气中或在水泥厂和其他工厂排出的废气。但是，在长时间中，考虑到化石燃料资源的减少和使用化石燃料对地球大气层的影响，即使是低浓度的大气中本身的二氧化碳，也可以和应当被捕获和回收为甲醇，从而补充了大自然的光合循环。高效的能捕获大气中的二氧化碳的吸收剂正在被开发，它模仿了植物的能力。化学回收的CO2也因此成为可行的新燃料和新源料，使它们对在人类时间尺度上可以成为可再生能源。

## 甲醇的使用

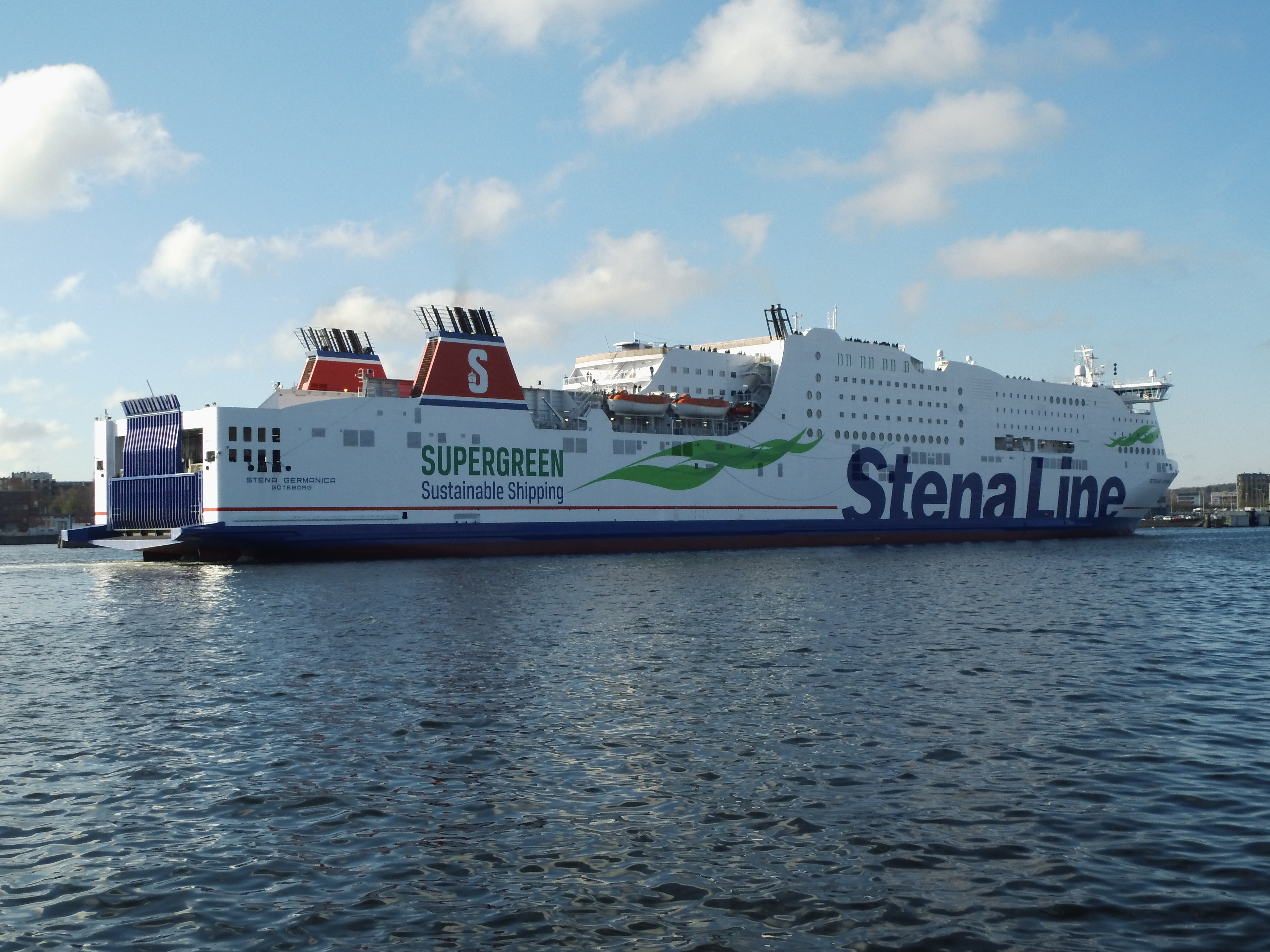
带甲醇发动机的渡轮（Stena Germanica ,基尔市，2015年4月）

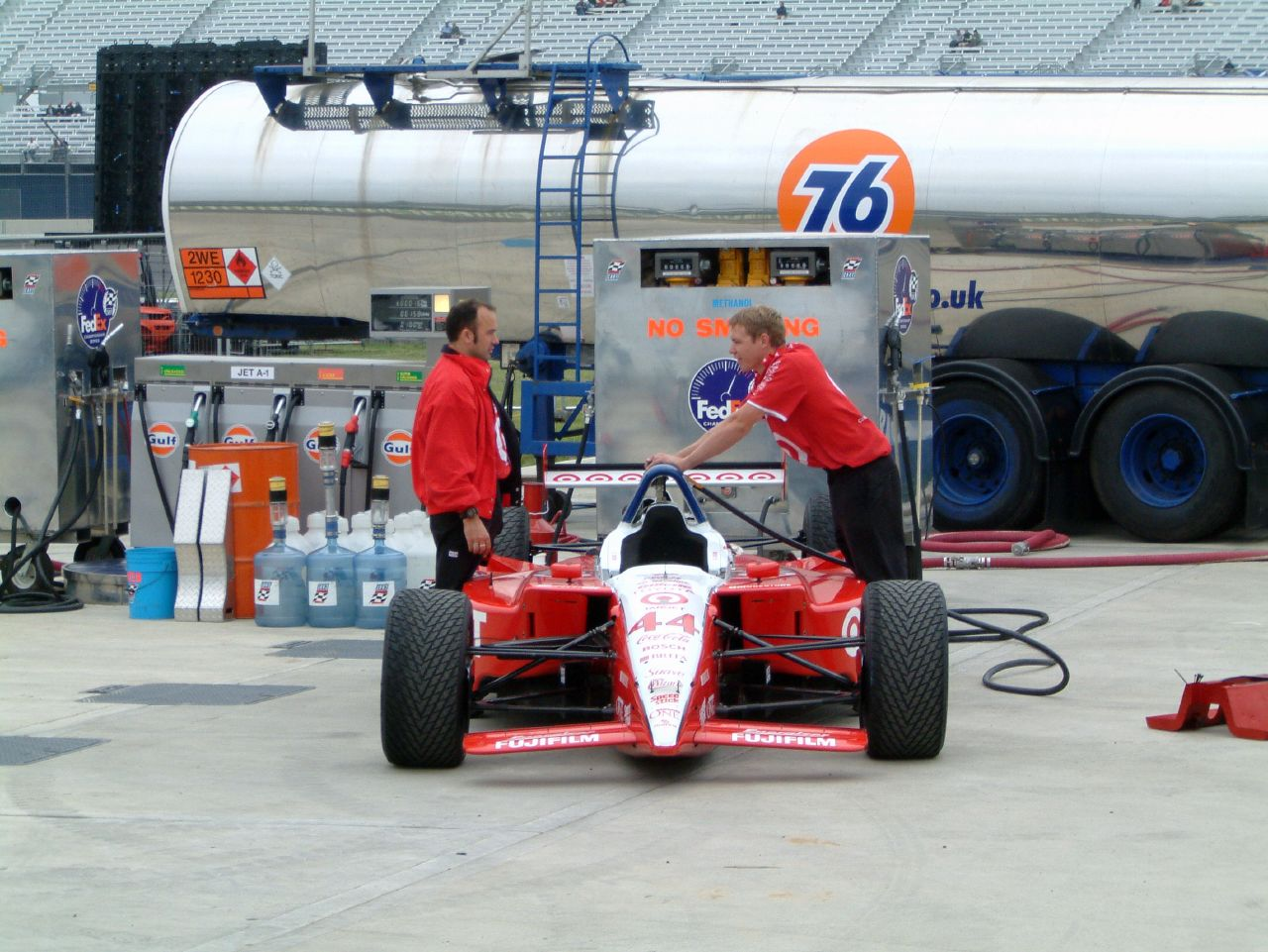
甲醇内燃机赛车

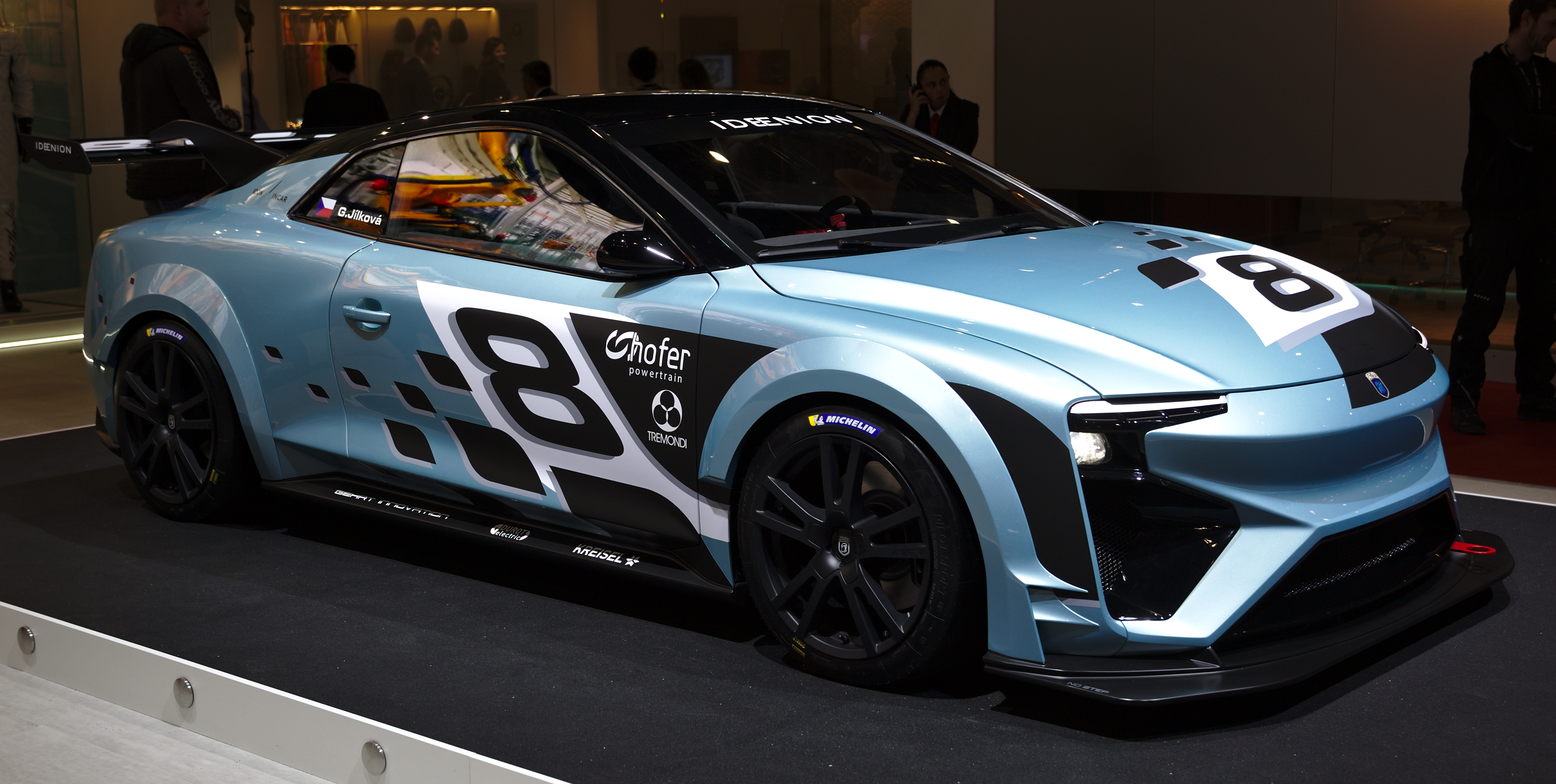
改装甲醇燃料电池的跑车 (Nathalie)

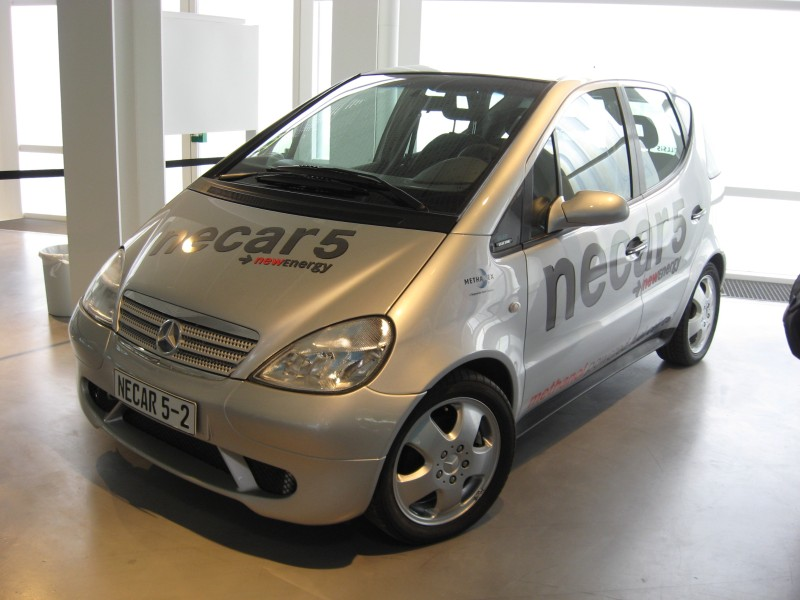
改装甲醇燃料电池的乘客用汽车(Necar 5)

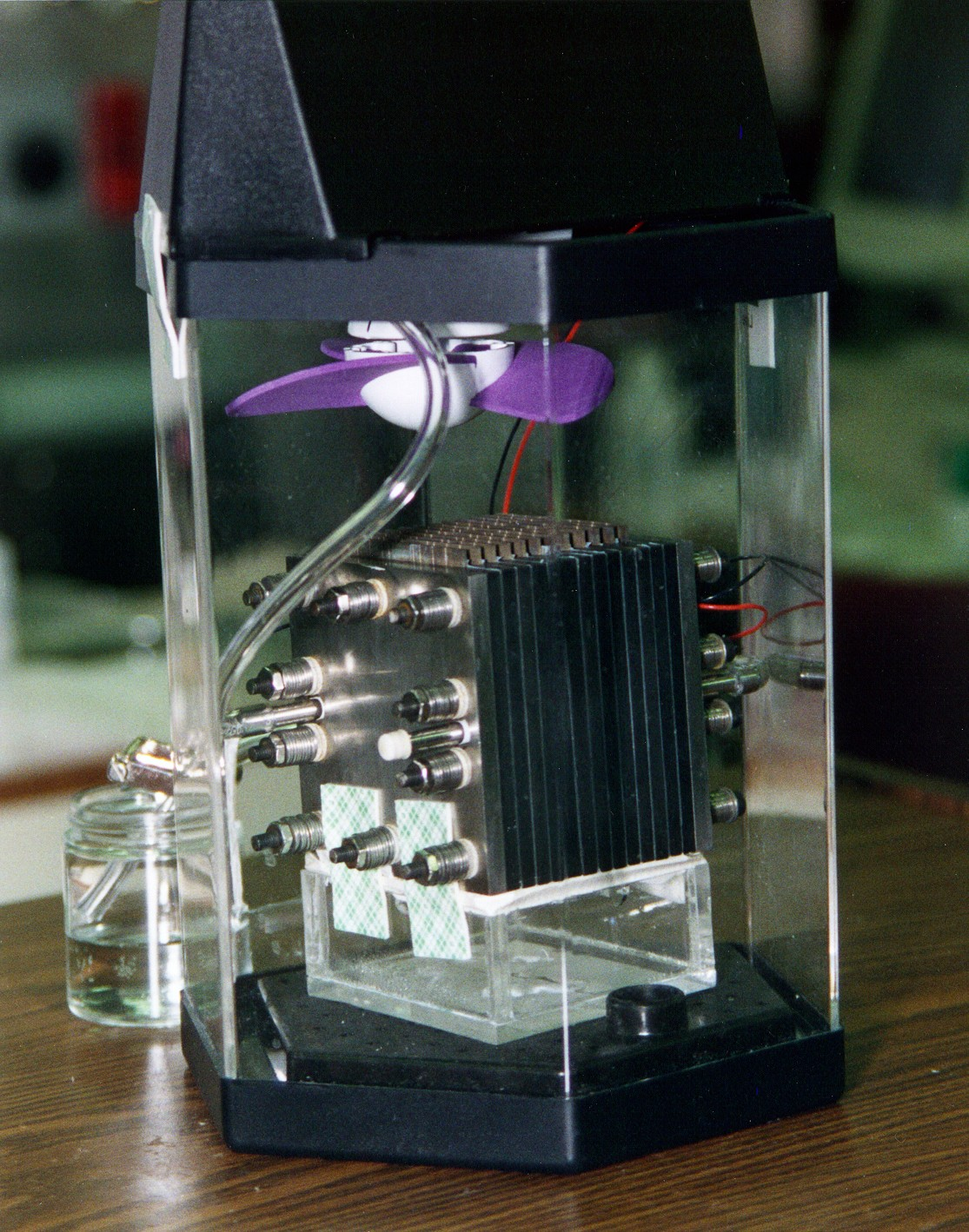
直接甲醇燃料电池（DMFC）。

### 燃料
在基于甲醇的经济中，甲醇可以用作甲醇燃料：
- 对于内燃发动机（即内燃机）

甲醇具有高辛烷值（107 RON和92 MON），使其成为一个适合的汽油替代品。
- 对于压燃式发动机（即柴油发动机）

甲醇本身并不是一个很好的柴油替代燃料。但是，甲醇可以通过脱水转化为二甲醚，而这却是一个很好的柴油替代燃料，具有55-60十六烷值，对比，普通柴油燃料的十六烷值为45-55。
- 对于高级的甲醇动力车辆

使用甲醇和二甲醚可以与混合动力汽车和插电式混合动力汽车技术结合起来，允许汽车有更高的汽油里程和更低的排放。这些燃料还可以既被用于车载重整氢的燃料电池中，又可以被直接用于直接甲醇燃料电池（DMFC）中。
- 用于发电

甲醇和二甲醚（DME）可以用在现有的燃气涡轮机以产生电力。燃料电池（PAFC，MCFC，SOFC）还可以用于发电。
- 作为家用燃料

甲醇和二甲醚可用于商业建筑和家庭来生成的热量和/或电力。二甲醚可被用于商业燃气灶具而不修改。在中国，二甲醚还可以与有液化石油气混合来用作烹调或加热燃料。在发展中国家的甲醇可以用被作烹饪燃料，燃烧比木材更清洁，从而减轻室内的空气质量问题。

### 化工原料
甲醇现在已被大规模作为原料使用，生产出各种化学品及其产品。通过甲醇制汽油（MTG）的工艺，它可以转化成汽油。通过甲醇制烯烃（MTO）工艺，甲醇也可转化成乙烯和丙烯，这两种化学物质是由石化工业中最大生产量的化学物质。这些都是用于生产至关重要的聚合物（LDPE，HDPE，PP）和其它类似的化学中间体的重要构建模块，它们目前主要是产自石油原料。因此，从甲醇生产这些至关重要的化学物质，就可以减少我们对于石油的依赖。这也将有可能在将来化石燃料储量耗尽的时候，仍然可以继续生产这些至关重要的化学物质。

## 甲醇的生产
今天，大多数甲醇是由甲烷通过合成气生产的。特立尼达和多巴哥目前是世界上最大的甲醇出口国，主要出口到美国。用作生产甲醇的原料的天然气来自与其他用途相同的来源。非常规的天然气来源，例如煤层甲烷气，严密的砂气（tight sand gas），和最终存在海洋中、在西伯利亚、和加拿大苔原大陆架下的非常大规模的可燃冰资源，也可以被用来提供必要的天然气。
从甲烷通过甲醇的常规途径通过与部分氧化组合（或不组合）的蒸汽重整产生合成气。 新的和更有效的将甲烷转化为甲醇的方法也正在被开发。这些方法包括：
- 用硫酸介质中均相催化剂甲烷氧化
- 甲烷溴化，然后水解得到的溴甲烷
- 用氧直接氧化甲烷
- 甲烷的微生物或光化学转化

甲醇经济中所需要的甲醇不仅可以从广泛的碳源中获得，包括仍然在使用的化石燃料和生物质，而且还可以从燃烧化石燃料的发电厂和其他工业排放的二氧化碳，甚至最终是从在空气中所含的二氧化碳来合成甲醇。也可以通过二氧化碳的化学回收制备，碳回收国际公司已经与其第一个商业规模的工厂展示。

## 优势
在光合作用过程中，绿色植物利用阳光的能量将水分解成游离氧（被释放）和游离氢，而不是试图储存氢气。植物立即从空气中捕获二氧化碳，以允许氢气将其还原成可储存的燃料，例如烃（植物油和萜烯）和多元醇（甘油，糖和淀粉）。在甲醇经济中，任何类似产生游离氢的方法都建议立即将其“二次”地用于将二氧化碳还原成甲醇，如与光合作用的植物产物一样，比较在自由氢本身的储存和运输方面具有很大的优势。

## 劣势
- 与氢生产相关的能源成本高（当需要合成甲醇时）
- 依赖原料的生产本身可能是不清洁的
- 雖然理論上任何能量來源都可以使用，但考量製程便利與成本，從目前所量產的合成氣仍然依賴於化石燃料。
- 能量密度（按重量比较或按体积比较）是汽油的一半和是小于乙醇的24%。[10]
- 腐蚀某些金属，包括铝，锌和锰。发动机燃料吸入系统的部件是由铝制成。类似于乙醇，甲醇相容的材料的燃料罐，密封垫和发动机进气必须被使用。
- 甲醇是有毒性和易燃。